# Dialectica scalariella
Dialectica scalariella är en fjärilsart som först beskrevs av Philipp Christoph Zeller 1850.  Dialectica scalariella ingår i släktet Dialectica och familjen styltmalar.
Artens utbredningsområde är:
- Algeriet.
- Österrike.
- Bulgarien.
- Frankrike.
- Tyskland.
- Grekland.
- Italien.
- Marocko.
- Israel.
- Portugal.
- Malta.
- Spanien.
- Schweiz.
- Turkmenistan.
- Tunisien.
- Turkiet.
- Ukraina.
- Kroatien.

Inga underarter finns listade i Catalogue of Life.

## Bildgalleri

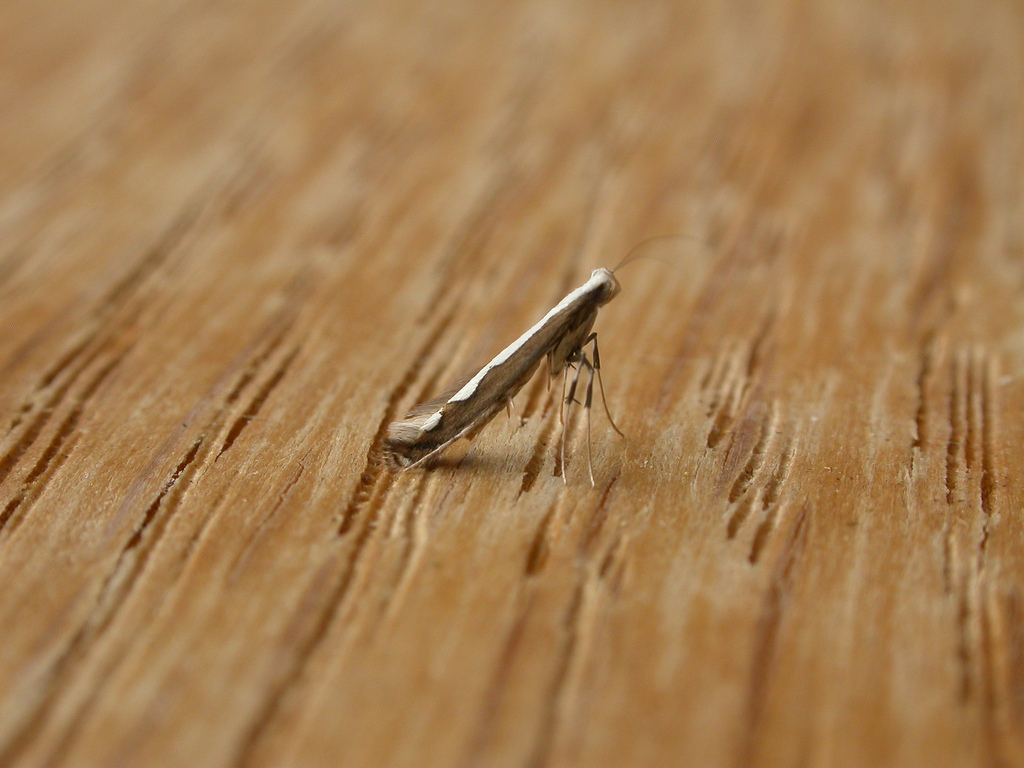